# ثيلما أوكودوا
ثيلما أوكودوا (بالإنجليزية: Thelma Okoduwa)‏، هي مُمثلة نيجيرية. رُشحت ثيلما سنة 2012 للتنافُس على نيل جائزة الأكاديمية الأفريقية للأفلام لأفضل ممثلة في دور مساعد عن دورها في فيلم «السيد والسيدة» (بالإنجليزية: Mr. and Mrs.)‏.

## روابط خارجية
ثيلما أوكودوا على موقع IMDb (الإنجليزية)